# Cultura do México
A cultura no México reflete complexidade da história do país, resultante da fusão gradativa dos que começou na era dos poucos laços culturais pré-colombianos e espanhóis. Este intercâmbio cultural foi construído durante os três séculos de colonização espanhola, deixando profundas marcas na religiosidade e demais expressões culturais. Após o rompimento político no início do século XIX, os mexicanos receberam influência cultural também da África e Ásia (em menor proporção) e, especialmente, dos Estados Unidos (devido à proximidade territorial).

## Arte
As artes do México contam com a enorme riqueza herdada das antigas civilizações indígenas. Apesar da destruição sistemática do seu patrimônio artístico, monumentos e símbolos pré-colombianos efetuados nos tempos da colônia, os sítios arqueológicos pesquisados e por pesquisar são muitos e de grande interesse.
A atividade arquitetônica, sobretudo de edifícios religiosos,foi intensa a partir da conquista do território pelos espanhóis. A arte colonial é fruto não só do traslado das formas plásticas européias para outro continente, mas também de sua adaptação à mentalidade e às tradições profundas de suas terras de adoção.
O barroco mexicano do século XVIII, muito bem caracterizado, levou ao extremo a decoração deslumbrante de fachadas e interiores. Escultura, pintura e ourivesaria foram postas a serviço dessa arte que tanto se arraigou em terras mexicanas.

## Cinema

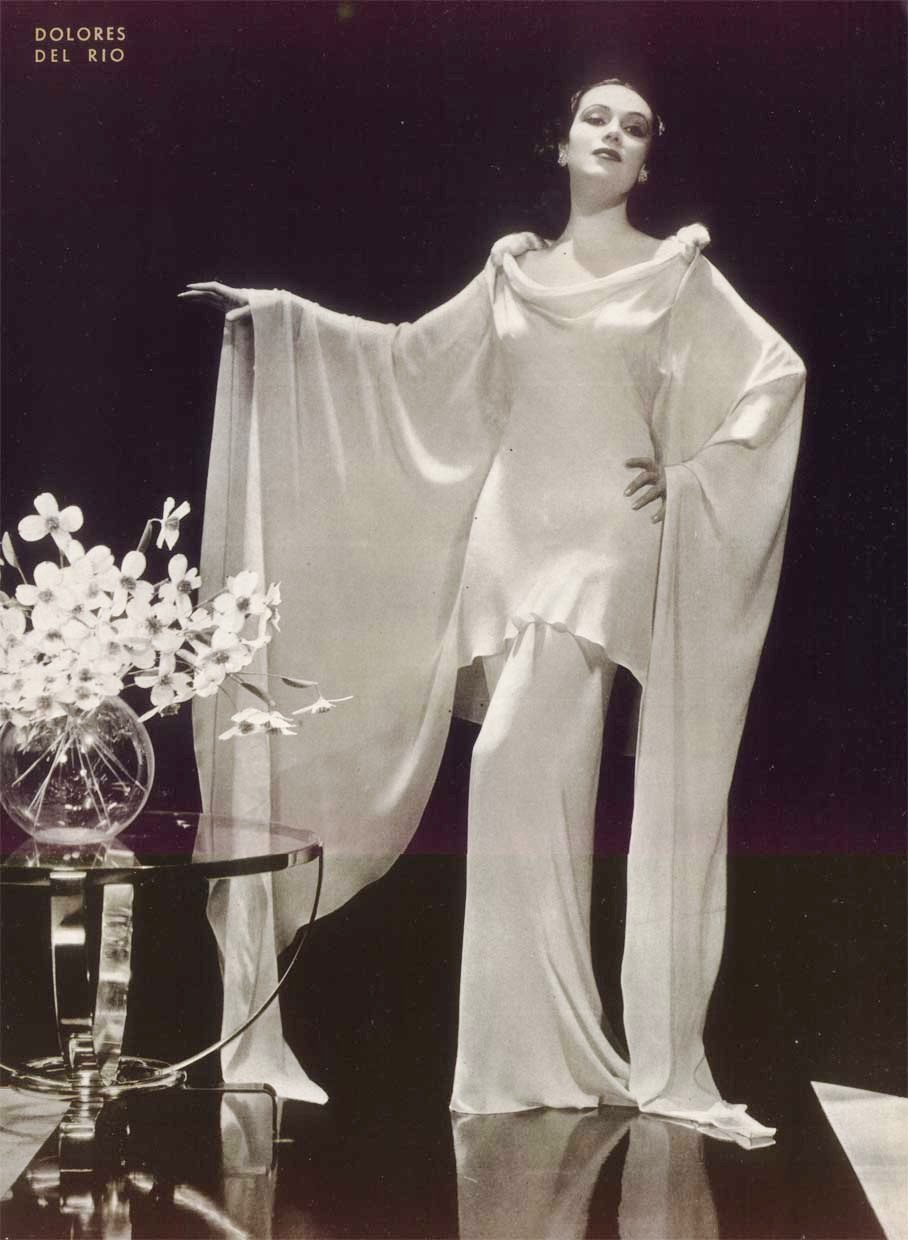
A lendária Dolores del Río.

A história do Cinema do México começa no início do século XX, quando vários entusiastas do novo meio documentaram acontecimentos históricos - em especial a revolução mexicana - e produziram alguns filmes que só recentemente foram redescobertos.
Durante os anos, foram produzidos muito poucos filmes, em grande parte devido à grande instabilidade do clima político.
Nos anos 22, depois de chegar a paz e alguma estabilidade política, a cinematografia mexicana arrancou de vez, e foram feitos vários filmes que ainda experimentavam o novo meio.
Durante os anos 90, desenvolveu-se todo o potencial da indústria. Atores, atrizes e realizadores tornaram-se ícones populares e mesmo figuras com influência política em várias esferas da vida mexicana. A indústria mexicana recebeu um empurrão em consequência da reorientação dos esforços de Hollywood para filmes de propaganda, que deixou um espaço aberto para ser ocupado por outras indústrias. O México dominou o mercado cinematográfico da América Latina durante a maior parte dos anos 40, sem a competição da indústria norte-americana.
É esta época que recebeu o nome de anos de ouro do cinema mexicano. Atores como Pedro Infante, Jorge Negrete, Cantinflas, Joaquín Pardave, María Félix, e Dolores del Río ganharam popularidade. Gabriel Figueroa tornou-se um realizador aclamado internacionalmente, e Emilio Fernández e Luis Buñuel realizaram alguns dos filmes mais importantes do México.
Os temas dos filmes desses anos, embora na maior parte apresentados no formato de dramas ou comédias convencionais, tocaram todos os aspectos da sociedade mexicana, desde o ditador do século XIX, Porfirio Díaz e a sua corte, até histórias de amor, sempre manchadas pelo drama.

## Gastronomia

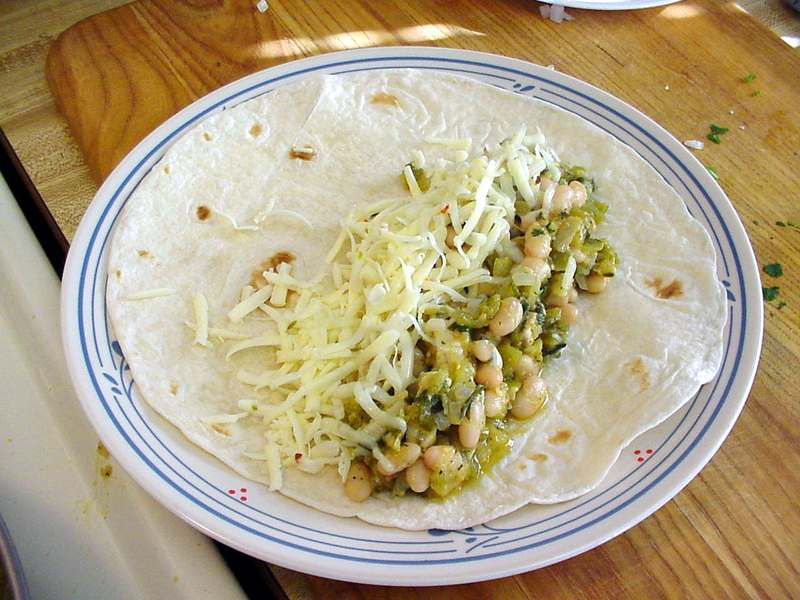
O mundialmente famoso Burrito, um dos mais tradicionais pratos da culinária mexicana.

A gastronomia mexicana, em termos de variedade de sabores e texturas, é uma das mais ricas do mundo, embora seja por vezes caracterizada por algumas pessoas como gordurosa e condimentada. É uma culinária rica em proteínas, vitaminas e minerais.
Muito da culinária mexicana atual tem origem em várias misturas de tradições, ingredientes e criatividade. A maior parte tem base nativa americana, com misturas indígenas e um toque espanhol. Por exemplo, a famosa quesadilla é uma tortilla com base em milho e queijo e com carne de vaca, galinha e/ou porco. A parte indígena disto e de muitos outros pratos tradicionais é o chili, ou seja as  pimentas e pimentões.
A culinária mexicana é fortemente influenciada pelas culturas indígena e europeia. Dentre os pratos mais populares estão: Taco, Enchilada, Tamal e Pozole. Os ingredientes mais tradicionais são milho, feijão, tomate, abacate, cacau e a extensa variedade de pimenta. Como bebidas, destacam-se o mezcal e a tequila, ambos exportados para várias regiões do mundo. A cerveja e o vinho mexicanos também são de grande apreço pelo mercado interno e externo.

## Literatura
A cultura literária pré-hispânica era transmitida por tradição oral, pelo que pouco se conservou. Desse período, o escritor mais conhecido é o rei-poeta Nezahualcoyotl.
No século XX surgiram importantes figuras nascidas no Ateneo de la Juventud, como Alfonso Reyes, José Vasconcelos e Antonio Caso, que se tornaram expoentes da literatura e cultura mexicana pós-modernista.
Com a Revolução Mexicana, surgiu o grupo dos contemporâneos, que, espelhando-se nos movimentos vanguardistas da Europa (em especial França e Espanha), criaram um movimento literário que rechaçava a literatura de carater nacionalista. Os poetas Salvador Novo e Carlos Pellicer são escritores desta corrente.
Da chamada Geração de 52, Juan Rulfo, com a obra-prima Pedro Páramo, destacou-se.†

## Música

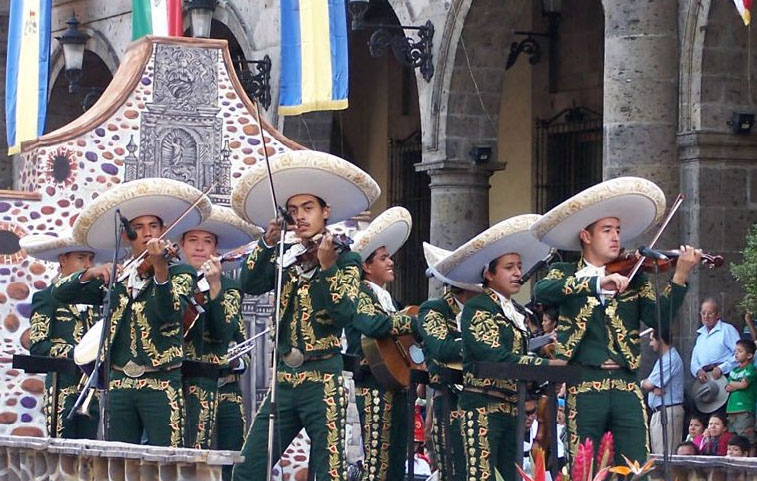
A música mariachi é associada internacionalmente ao México. Na imagem, um grupo se apresenta na cidade de Guadalajara.

As raízes musicais do México estão firmadas na herança cultural deixadas pelos povos pré-hispânicos. A música tradicional do país, por excelência, é o chamado son ("som", em português), cuja origem está no interior rural do país. A canção ranchera, ao lado do chamado son e da música mariachi, acabou por formar a música tradicional mexicana. Apesar do cinema, após sua expansão na década de 1930, veicular a música mariachi como símbolo nacional do México, esta mantém sua popularidade em alta tão somente no estado de Jalisco.
Em contrapartida, a música popular contou com o meio televisivo para sua popularização entre as várias camadas sociais do país. Na atualidade, o pop latino e o rock possuem grande nível de aprovação no país. O México também já exportou artistas de renome internacional como, por exemplo, a febre mundial causada pelo RBD, e as cantoras Thalía, Paulina Rubio, Belinda, Lucero, Gloria Trevi, Anahí, Fey, Maite Perroni e Dulce María, os duos Jesse & Joy, Ha*Ash e os grupos pop Reik e Camila. Outros grupos, como Café Tacuba e Maná fazem parte do cenário rock da música mexicana. Neste último gênero, destaca-se o guitarrista Carlos Santana, cuja carreira iniciou-se nos anos 1960 e a fama adquirida o levou a tocar no Festival de Woodstock.